# Anax mandrakae
Anax mandrakae är en trollsländeart som beskrevs av Jacques Gauthier 1988. Anax mandrakae ingår i släktet Anax och familjen mosaiktrollsländor. Inga underarter finns listade i Catalogue of Life.